# CoRoT-4 b
CoRoT-4 b est une exoplanète orbitant autour de l'étoile CoRoT-4, elle a été découverte en 2008.